# Spaghetti (strip)
Spaghetti, in het begin Signor Spaghetti genoemd, is een Belgische stripreeks getekend door Dino Attanasio. Van 1957 tot begin 1965 schreef René Goscinny de scenario's. Daarna werden de meeste scenario's geschreven door Lucien Meys, Yves Duval en Dino Attanasio zelf.

## Inhoud
Signor Spaghetti is een karikatuur van een Italiaan met een sierlijke snor, chique pak en een dik accent. Hij is op zoek naar een nieuwe baan, die altijd eindigt in een fiasco, gepaard gaande met de nodige slapstick. 
Op een gegeven moment wordt zijn neef Prosjoetto (ook Prosciutto) geïntroduceerd. Hij houdt van zijn neef maar vindt hem zo opdringerig en een probleem, dat hij vaak probeert aan zijn neef te ontsnappen.
In 1985 wordt de serie opnieuw opgestart met de introductie van het nichtje Mandolina.

## Publicatiegeschiedenis
Dino Attanasio introduceerde Signor Spaghetti in 1957. Een aantal jaar daarvoor had hij deze stereotiepe figuur van een Italiaan al bedacht, grotendeels gebaseerd op zijn eigen persoonlijkheid.
René Goscinny werd de scenarist voor de serie. Vanaf oktober 1957 verscheen in het stripblad Kuifje de gag over Signor Spaghetti, die eerst drie en later twee pagina's in beslag nam.
In april 1959 verscheen het eerste langere verhaal van 24 pagina's getiteld Spaghetti en de rode smaragd. De naam van de reeks is hierbij versimpeld naar Spaghetti.
In de periode 1964-1965 werden vier lange verhalen van Spaghetti opnieuw gepubliceerd in Pep (Zoekt een baantje in 1964 nr 27 t/m 34, En de hiel van Achilles onder de titel De verdwenen diamanten in 1964 nr 51 t/m 1965 nr 8, Goud in de wielen in 1965 nr 20 t/m 34 en 's konings narren onder de titel Taarten voor de sjeik in 1965 nr 35 t/m 47).
In 1965 had René Goscinny door het succes van Asterix geen tijd meer voor deze serie. De scenario's werden tot en met 1968 geleverd door Lucien Meys, Michel Greg, Roger Francel, Yves Duval en Attanasio's vrouw Joanna.
In 1974 verscheen de strip af en toe in de tijdschriften Formule 1 (1974), Tintin (1977-1978) en Rigolo (1983). De scenario's uit deze periode zijn onder meer geschreven door José-Louis Bocquet en Jean-Luc Fromental. Nederlandse vertalingen verschenen in het stripblad Sjors in de periode 1974-1975.
In de jaren tachtig van de 20e eeuw werden Spaghetti en Prosjoetto vergezeld met hun nicht Mandolina. Deze twee laatste verhalen over Spaghetti werden in 1985 en 1986 door uitgeverij Archers gepubliceerd.
Vanaf 2019 tekent Daan Jippes korte verhalen op scenario van Frans Hasselaar.
In de lijst hieronder volgen de verhalen van Spaghetti. Deze lijst is vermoedelijk compleet wat betreft de verhalen vertaald naar het Nederlands, maar incompleet wat betreft alle verhalen die ooit gemaakt zijn.
| Nr | Orig.   | Titel                                                       | Tekenaar       | Scenarist                   | Aantal pagina's | Jaar | 1e Publicatie                                   |
| -- | ------- | ----------------------------------------------------------- | -------------- | --------------------------- | --------------- | ---- | ----------------------------------------------- |
| 1  | 1957-10 | Signor Spaghetti gids                                       | Dino Attanasio | René Goscinny               | 3               | 1957 | Kuifje 1957 nr 42                               |
| 2  | 1957-11 | Signor Spaghetti keukenpiet                                 | Dino Attanasio | René Goscinny               | 3               | 1957 | Kuifje 1957 nr 46                               |
| 3  | 1957-12 | Signor Spaghetti fotograaf                                  | Dino Attanasio | René Goscinny               | 3               | 1957 | Kuifje 1957 nr 50                               |
| 4  | 1958-01 | Op de planken                                               | Dino Attanasio | René Goscinny               | 3               | 1958 | Kuifje 1958 nr 2                                |
| 5  | 1958-02 | Muzikant                                                    | Dino Attanasio | René Goscinny               | 3               | 1958 | Kuifje 1958 nr 6                                |
| 6  | 1958-02 | Kleeft affiches                                             | Dino Attanasio | René Goscinny               | 3               | 1958 | Kuifje 1958 nr 9                                |
| 7  | 1958-03 | De zondebok                                                 | Dino Attanasio | René Goscinny               | 3               | 1958 | Kuifje 1958 nr 13                               |
| 8  | 1958-04 | Zoekt rust                                                  | Dino Attanasio | René Goscinny               | 3               | 1958 | Kuifje 1958 nr 16                               |
| 9  | 1958-05 | En de sleutel                                               | Dino Attanasio | René Goscinny               | 3               | 1958 | Kuifje 1958 nr 22                               |
| 10 | 1958-06 | Insektendoder                                               | Dino Attanasio | René Goscinny               | 3               | 1958 | Kuifje 1958 nr 25                               |
| 11 | 1958-07 | Kapper                                                      | Dino Attanasio | René Goscinny               | 3               | 1958 | Kuifje 1958 nr 29                               |
| 12 | 1958-08 | Op de stellingen                                            | Dino Attanasio | René Goscinny               | 3               | 1958 | Kuifje 1958 nr 33                               |
| 13 | 1958-09 | Verkoopt tomaten                                            | Dino Attanasio | René Goscinny               | 3               | 1958 | Kuifje 1958 nr 36                               |
| 14 | 1958-09 | En de radio                                                 | Dino Attanasio | René Goscinny               | 2               | 1958 | Kuifje 1958 nr 38                               |
| 15 | 1958-10 | Journalist                                                  | Dino Attanasio | René Goscinny               | 2               | 1958 | Kuifje 1958 nr 41                               |
| 16 | 1958-12 | Doet gymnastiek                                             | Dino Attanasio | René Goscinny               | 2               | 1958 | Kuifje 1958 nr 52                               |
| 17 | 1959-01 | Houthakker                                                  | Dino Attanasio | René Goscinny               | 2               | 1959 | Kuifje 1959 nr 1                                |
| 18 | 1959-01 | Rechterarm                                                  | Dino Attanasio | René Goscinny               | 2               | 1959 | Kuifje 1959 nr 4                                |
| 19 | 1959-02 | Op dieet                                                    | Dino Attanasio | René Goscinny               | 2               | 1959 | Kuifje 1959 nr 6                                |
| 20 | 1959-02 | Filmvedette                                                 | Dino Attanasio | René Goscinny               | 2               | 1959 | Kuifje 1959 nr 8                                |
| 21 | 1959-03 | Babysitter                                                  | Dino Attanasio | René Goscinny               | 2               | 1959 | Kuifje 1959 nr 10                               |
| 22 | 1959-04 | En de rode smaragd                                          | Dino Attanasio | René Goscinny               | 24              | 1959 | Kuifje 1959 nrs 13-27                           |
| 23 | 1960-02 | De wonderbare tocht van Signor Spaghetti                    | Dino Attanasio | René Goscinny               | 30              | 1960 | Kuifje 1960 nrs 6-20                            |
| 24 | 1960-08 | Zoekt een baantje                                           | Dino Attanasio | René Goscinny               | 30              | 1960 | Kuifje 1960 nrs 32-46                           |
| 25 | 1961-02 | En de hiel van Achilles                                     | Dino Attanasio | René Goscinny               | 30              | 1961 | Kuifje 1961 nrs 7-21                            |
| 26 | 1961-07 | Goud in de wielen                                           | Dino Attanasio | René Goscinny               | 30              | 1961 | Kuifje 1961 nrs 27-41                           |
| 27 | 1962-01 | 's Konings narren                                           | Dino Attanasio | René Goscinny               | 30              | 1962 | Kuifje 1962 nrs 5-19                            |
| 28 | 1962-05 | In Venetië                                                  | Dino Attanasio | René Goscinny               | 30              | 1962 | Kuifje 1962 nrs 20-34                           |
| 29 | 1962-08 | Te Parijs                                                   | Dino Attanasio | René Goscinny               | 30              | 1962 | Kuifje 1962 nrs 5-19                            |
| 30 | 1962-12 | In de woestijn                                              | Dino Attanasio | René Goscinny               | 30              | 1962 | Kuifje 1962 nr 50 t/m 1963 nr 12                |
| 31 | 1963-04 | Het Paasfeest van Spaghetti                                 | Dino Attanasio | René Goscinny & Lucien Meys | 4               | 1963 | Kuifje 1963 nr 15                               |
| 32 | 1963-05 | En de grote Zampone                                         | Dino Attanasio | René Goscinny               | 30              | 1963 | Kuifje 1963 nrs 22-36                           |
| 33 | 1963-09 | Geen pruimenvla voor Spaghetti                              | Dino Attanasio | René Goscinny               | 30              | 1963 | Kuifje 1963 nrs 37-51                           |
| 34 | 1963-12 | Op de kermis                                                | Dino Attanasio | René Goscinny               | 30              | 1963 | Kuifje 1963 nr 52 t/m 1964 nr 13                |
| 35 | 1964-03 | Jij zult het hier best                                      | Dino Attanasio | Dino Attanasio              | 2               | 1964 | Kuifje 1964 nr 12                               |
| 36 | 1964-03 | Ik maak er gehakt van                                       | Dino Attanasio | Dino Attanasio              | 3               | 1964 | Kuifje 1964 nr 12                               |
| 37 | 1964-04 | Het dubbelleven van Prosjoetto                              | Dino Attanasio | René Goscinny               | 30              | 1964 | Kuifje 1964 nrs 14-28                           |
| 38 | 1964-07 | In de show                                                  | Dino Attanasio | René Goscinny               | 30              | 1964 | Kuifje 1964 nrs 29-43                           |
| 39 | 1964-11 | In een notedop                                              | Dino Attanasio | René Goscinny               | 30              | 1964 | Kuifje 1964 nr 44 t/m 1965 nr 6                 |
| 40 | 1965-02 | De Spaghetti-Rally                                          | Dino Attanasio | René Goscinny               | 30              | 1965 | Kuifje 1965 nrs 7-21                            |
| 41 | 1965-10 | De smokkelaar                                               | Dino Attanasio | Dino Attanasio              | 30              | 1965 | Kuifje 1965 nr 40 t/m 1966 nr 2                 |
| 42 | 1966-01 | Auto(pech)handel                                            | Dino Attanasio | Lucien Meys                 | 4               | 1966 | Kuifje 1966 nr 3                                |
| 43 | 1966-04 | Op de planken                                               | Dino Attanasio | Roger Lefranc               | 30              | 1966 | Kuifje 1966 nrs 14-24                           |
| 44 | 1966-11 | De schat in de pyramide                                     | Dino Attanasio | Roger Lefranc               | 44              | 1966 | Kuifje 1966 nr 45 t/m 1967 nr 2                 |
| 45 | 1967-07 | Spaghetti maar ik zeg je toch                               | Dino Attanasio | Sas                         | 7               | 1967 | Kuifje 1967 nr 27                               |
| 46 | 1967-07 | Viva Spaghetti                                              | Dino Attanasio | Dino Attanasio              | 44              | 1967 | Kuifje 1967 nrs 30-51                           |
| 47 | 1968-11 | Spaghetti en het wenswezen                                  | Dino Attanasio | Lucien Meys                 | 12              | 1974 | Pep Parade 1974 deel 10                         |
| 48 | 1974-09 | Taart met een luchtje                                       | Dino Attanasio | Dino Attanasio              | 6               | 1974 | Sjors 1974 nr 36                                |
| 49 | 1975-01 | Gejaagd door de schat                                       | Dino Attanasio | Dino Attanasio              | 16              | 1975 | Sjors 1975 nrs 2-5                              |
| 50 | 1975-02 | In onroerend goed                                           | Dino Attanasio | Dino Attanasio              | 8               | 1975 | Sjors 1975 nrs 9-10                             |
| 51 | 1975-05 | Op lacheiland                                               | Dino Attanasio | Dino Attanasio              | 12              | 1975 | Sjors 1975 nrs 19-21                            |
| 52 | 1975-06 | Vakantiewerk                                                | Dino Attanasio | Dino Attanasio              | 8               | 1975 | Sjors 1975 nrs 24-25                            |
| 53 | 1975-08 | In zonnig Spanje                                            | Dino Attanasio | Dino Attanasio              | 4               | 1975 | Sjors 1975 nr 31                                |
| 54 | 1975-08 | Helden van het witte doek                                   | Dino Attanasio | Dino Attanasio              | 12              | 1975 | Sjors 1975 nrs 35-37                            |
| 55 | 1975    | Spaghetti                                                   | Dino Attanasio | Lucien Meys                 | 5               | 1975 | Spaghetti 1 (1975)                              |
| 56 | 1975    | Een vlo achter m'n oor                                      | Dino Attanasio | Lucien Meys                 | 5               | 1975 | Spaghetti 1 (1975)                              |
| 57 | 1975    | Eén hond is meer waard dan twee vage beloften               | Dino Attanasio | Lucien Meys                 | 5               | 1975 | Spaghetti 1 (1975)                              |
| 58 | 1975    | Spagetti en de recidivist                                   | Dino Attanasio | Lucien Meys                 | 5               | 1975 | Spaghetti 1 (1975)                              |
| 59 | 1975    | De regenmaker                                               | Dino Attanasio | Lucien Meys                 | 5               | 1975 | Spaghetti 1 (1975)                              |
| 60 | 1975    | Spaghetti en de paddestoelkabouter                          | Dino Attanasio | Lucien Meys                 | 5               | 1975 | Spaghetti 1 (1975)                              |
| 61 | 1975    | Spaghetti en de toverbolhoed                                | Dino Attanasio | Lucien Meys                 | 5               | 1975 | Spaghetti 1 (1975)                              |
| 62 | 1975    | Spaghetti                                                   | Dino Attanasio | Lucien Meys                 | 5               | 1975 | Spaghetti 1 (1975)                              |
| 63 | 1975    | Geen uitweg voor Spaghetti                                  | Dino Attanasio | Lucien Meys                 | 5               | 1975 | Spaghetti 1 (1975)                              |
| 64 | 1975    | Spaghetti en het goede geweten                              | Dino Attanasio | Lucien Meys                 | 5               | 1975 | Spaghetti en het goede geweten (1975)           |
| 65 | 1975    | De wandelende fles!                                         | Dino Attanasio | Lucien Meys                 | 5               | 1975 | Spaghetti en het goede geweten (1975)           |
| 66 | 1975    | Spaghetti in de horrorscoop                                 | Dino Attanasio | Lucien Meys                 | 5               | 1975 | Spaghetti en het goede geweten (1975)           |
| 67 | 1975    | Spaghetti en ondeugende Dirk                                | Dino Attanasio | Lucien Meys                 | 5               | 1975 | Spaghetti en het goede geweten (1975)           |
| 68 | 1975    | Een (dood)lach verhaal                                      | Dino Attanasio | Lucien Meys                 | 5               | 1975 | Spaghetti en het goede geweten (1975)           |
| 69 | 1975    | Vluchtige ontmoeting                                        | Dino Attanasio | Lucien Meys                 | 5               | 1975 | Spaghetti en het goede geweten (1975)           |
| 70 | 1975    | Spaghetti en de muziekliefhebber                            | Dino Attanasio | Lucien Meys                 | 5               | 1975 | Spaghetti en het goede geweten (1975)           |
| 71 | 1975    | Arme vissers!                                               | Dino Attanasio | Lucien Meys                 | 5               | 1975 | Spaghetti en het goede geweten (1975)           |
| 72 | 1975    | Een liefhebbende hond!                                      | Dino Attanasio | Lucien Meys                 | 5               | 1975 | Spaghetti en het goede geweten (1975)           |
| 73 | 1977    | (fr) Liberté chérie                                         | Dino Attanasio | Michel Deligne              | ??              |      |                                                 |
| 74 | 1977-06 | (fr) Mirage au studio 104                                   | Dino Attanasio | Yves Duval                  | 5               |      |                                                 |
| 75 | 1977-11 | Een lach en een traan                                       | Dino Attanasio | Yves Duval                  | 16              | 1977 | Kuifje Pocket nr 18                             |
| 76 | 1978-04 | Koningen van de klunzigheid                                 | Dino Attanasio | Yves Duval                  | 4               | 1978 | Kuifje 1978 nr 17                               |
| 77 | 1978-06 | Wij reizen om te leren!                                     | Dino Attanasio | Yves Duval                  | 4               | 1978 | Kuifje 1978 nr 23                               |
| 78 | 1982    | (fr) L’Homme le plus intelligent du monde                   | Dino Attanasio | Michel Greg                 | ??              |      |                                                 |
| 79 | 1985    | De oompjes                                                  | Dino Attanasio | Dino Attanasio              | 46              | 1985 | Spaghetti en Mandolina - De oompjes (1985)      |
| 80 | 1986    | Bestemming hel!                                             | Dino Attanasio | Dino Attanasio              | 46              | 1986 | Spaghetti en Mandolina - Bestemming hel! (1986) |
| 81 | 1986-03 | De geheimzinnige heroïsche belevenissen van de ruimte-agent | Dino Attanasio | Dino Attanasio              | 1               | 1986 | Kuifje 1986 nr 10                               |
| 82 | 2019    | Bande(n)loos                                                | Daan Jippes    | Frans Hasselaar             | 2               | 2019 | StripGlossy nr. 14                              |
| 83 | 2020-01 | Cazzo! Bijna vier uur! Opzij!                               | Daan Jippes    | Frans Hasselaar             | 1               | 2020 | StripGlossy nr. 15                              |
| 84 | 2020-05 | De heilzame hamsteraar                                      | Daan Jippes    | Frans Hasselaar             | 1               | 2020 | Striphelden versus corona (2020)                |
| 85 | 2020-10 | Taxi!                                                       | Daan Jippes    | Frans Hasselaar             | 4               | 2020 | StripGlossy nr. 18                              |
| 86 | 2021-04 | Huh? Een uitnodiging van de notaris?                        | Daan Jippes    | Frans Hasselaar             | 1               | 2021 | StripGlossy nr. 20                              |
| 87 | 2022-04 | Het is een grote eer                                        | Daan Jippes    | Frans Hasselaar             | 2               | 2022 | StripGlossy nr. 24                              |

## Albums
De lange verhalen (24 pagina's of meer) zijn alle in albumvorm verschenen.
| Jaar | Verhaal                                           | Reeks / nr.                  | Uitgever                     |
| ---- | ------------------------------------------------- | ---------------------------- | ---------------------------- |
| 1961 | Spaghetti zoekt een baantje                       | Collectie Jong Europa nr 5   | Le Lombard                   |
| 1962 | Spaghetti en de hiel van Achilles                 | Collectie Jong Europa nr 11  | Le Lombard                   |
| 1963 | Goud in de wielen                                 | Collectie Jong Europa nr 17  | Le Lombard                   |
| 1964 | Spaghetti te Parijs                               | Collectie Jong Europa nr 23  | Le Lombard                   |
| 1965 | Spaghetti in Venetië                              | Collectie Jong Europa nr 30  | Le Lombard                   |
| 1966 | Spaghetti en de grote Zampone                     | Collectie Jong Europa nr 38  | Le Lombard                   |
| 1967 | Spaghetti op de kermis                            | Favorietenreeks nr 9         | Le Lombard / Vanderhout & Co |
| 1967 | Het dubbelleven van Prosciutto                    | Favorietenreeks nr 5         | Le Lombard / Vanderhout & Co |
| 1968 | De rally van Spaghetti                            | Collectie Jong Europa nr 52  | Le Lombard / Vanderhout & Co |
| 1969 | Smokkelaar                                        | Favorietenreeks nr 25        | Le Lombard / Helmond         |
| 1970 | Spaghetti op de planken                           | Favorietenreeks nr 29        | Le Lombard / Helmond         |
| 1972 | De schat in de pyramide                           | Collectie Jong Europa nr 81  | Le Lombard / Helmond         |
| 1973 | Viva Spaghetti                                    | Collectie Jong Europa nr 88  | Le Lombard / Helmond         |
| 1974 | Spaghetti en de rode smaragd                      | Favorietenreeks nr 32        | Le Lombard / Helmond         |
| 1975 | Spaghetti 1                                       | Spaghetti nr 1               | Rossel / Helmond             |
| 1975 | Spaghetti en het goede geweten                    | Spaghetti nr 2               | Rossel / Helmond             |
| 1976 | De wonderbare tocht van signor Spaghetti          | Favorietenreeks nr 43        | Le Lombard                   |
| 1979 | Goud in de wielen + Koningsnarren                 | CentriPress Strip Reeks nr 2 | CentriPress                  |
| 1980 | In de woestijn + Zoekt een baantje                | CentriPress Strip Reeks nr 1 | CentriPress                  |
| 1980 | In Parijs + En de hiel van Achilles               | CentriPress Strip Reeks nr 3 | CentriPress                  |
| 1980 | En de grote Zampone + In Venetië                  | CentriPress Strip Reeks nr 4 | CentriPress                  |
| 1980 | Spaghetti op de kermis + Code pruimenvla          | CentriPress Strip Reeks nr 5 | CentriPress                  |
| 1980 | Spaghetti op tournee + Dubbelleven van Prosjoetto | CentriPress Strip Reeks nr 6 | CentriPress                  |
| 1981 | De rally van Spaghetti + Op zee                   | CentriPress Strip Reeks nr 7 | CentriPress                  |
| 1985 | Spaghetti en Mandolina - De oompjes               | Collectie BD Parade nr 2     | Archers                      |
| 1987 | Spaghetti en Mandolina - Bestemming: hel!         | Collectie BD Parade nr 1     | Archers                      |

In het album van 1963 verschenen twee verhalen; naast het titelverhaal ook 's Konings narren.
In het album van 1964 verschenen twee verhalen; naast het titelverhaal ook Spaghetti in de woestijn.
In het album van 1965 verschenen twee verhalen; naast het titelverhaal ook Spaghetti op tournee.
In het album van 1966 verschenen twee verhalen; naast het titelverhaal ook Geen pruimenvla voor Spaghetti.
In het album van 1968 verschenen twee verhalen; naast het titelverhaal ook Spaghetti en Prosciutto in een notedop.
In het album Spaghetti 1 van 1975 uitgegeven door Rossel verschenen negen verhalen op scenario van Lucien Meys. Zie de lijst met verhalen. Idem voor Spaghetti en het goede geweten.